# De boekenkast
De Boekenkast is een kunstwerk in Amsterdam Oud-West.
Het kunstwerk bestaat uit een gigantische boekenkast verwerkt in de buitenwand van het complex De Batavier in de Lootsstraat (boven de toegangsdeur van huisnummer 34). Het is een hommage van de sinds 1995 in Nederland werkende Joegoslavische kunstenares Sanja Medić aan de schrijvers naar wie hier in de buurt straten zijn vernoemd, zoals Cornelis Loots, Jacob van Lennep, Jan Pieter Heije en Johannes Kinker. In de kast staan ongeveer 250 boeken, waarvan minder dan de helft met titels. Deze titels verwijzen naar teksten van genoemde schrijvers en hun collegae. Zo is De Batavier een tekst van Loots en Gebroken eieren een novelle van Van Lennep. Alle boeken staan met hun rug naar de kijker toe, maar toch enigszins scheef zodat hier en daar schaduwwerking is te zien. Het zijn daarbij daadwerkelijke zware pillen, elk "boek" weegt meer dan 25 kg en is van keramiek. Om een dergelijk gewicht te kunnen tillen moest de gevelconstructie verzwaard worden uitgevoerd. 

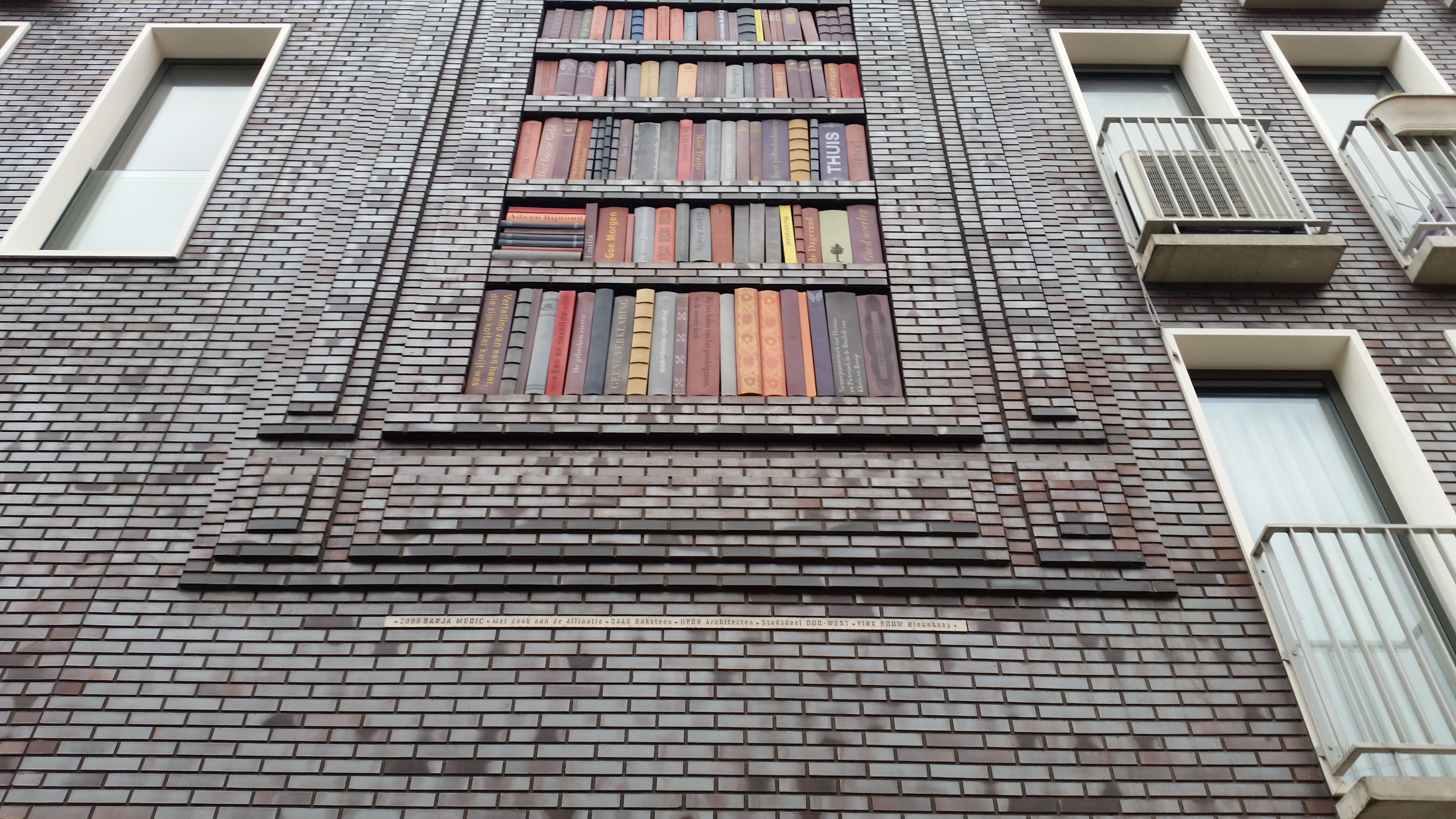
De boekenkast in januari 2019 met links onderaan Jacob van Lenneps "Het verhaal van een heer die zijn koffer kwijt was"